# 長峯誠
長峯 誠（ながみね まこと、1969年〈昭和44年〉8月2日 - ）は、日本の政治家。
参議院議員（2期）、経済産業大臣政務官兼内閣府大臣政務官、参議院外交防衛委員長、財務大臣政務官、都城市長等を歴任。父は元参議院議員の長峯基。

## 来歴

### 生い立ち
宮崎県都城市出身。都城市立妻ヶ丘中学校、宮崎県立都城泉ヶ丘高等学校、早稲田大学政治経済学部政治学科卒業。大学時代は雄弁会に所属し、幹事長を務めていた。1995年（平成7年）から父の長峯基参議院議員の秘書、JC宮崎ブロック事務局長を務める。

### 政治家として

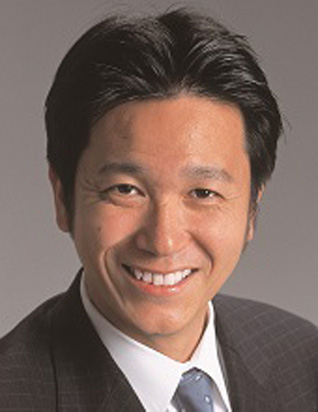
財務大臣政務官時に公表された肖像（2017年）

1997年（平成9年）6月、宮崎県議会議員補欠選挙に自由民主党公認で出馬し、初当選。1999年（平成11年）4月、2期目の当選。2003年（平成15年）4月、3期目の当選。2003年（平成15年）9月、県議３期目の任期中に辞職。2004年（平成16年）12月、都城市長選挙に出馬し当選。現職で九州最高齢市長（77歳）であった岩橋辰也を破り当選（当時全国最年少市長)。
2006年（平成18年）1月1日、都城市（旧制）が山之口町・高城町・山田町・高崎町と合併（新設合併）する。新しい都城市が誕生し、長峯は失職。それに伴って同年2月5日に実施された市長選に無所属で出馬し、当選。2010年（平成22年）1月24日執行の市長選において2期目の当選。口蹄疫や平成23年に発災した新燃岳噴火対応に尽力した。
2012年（平成24年）11月21日、都城市長を任期中に辞職。辞職の理由は、2013年（平成25年）夏に実施予定の第23回参議院議員通常選挙に宮崎県選挙区から自民党公認で出馬することによる。
2013年（平成25年）7月21日、第23回参議院議員通常選挙で民主党の道休誠一郎を3倍以上の得票差で破り、当選。2017年（平成29年）8月7日、第3次安倍第3次改造内閣にて財務大臣政務官に就任。
2019年（令和元年）7月21日、第25回参議院議員通常選挙で再選。2020年（令和2年）10月参議院外交防衛委員長に就任。2021年（令和3年）11月9日、自由民主党 水産部会長、総合農林政策調査会副会長に就任。2022年（令和4年）8月12日、第2次岸田第1次改造内閣で、内閣府大臣政務官兼経済産業大臣政務官に就任。
2024年（令和6年）1月12日、自民党5派閥の政治資金パーティーの裏金問題をめぐり、2018年 - 2022年の5年間で長峯が清和政策研究会（安倍派）のパーティー券の販売ノルマを超えて集めた分116万円を派閥側からキックバックとして受け取っていたことが明らかとされた。
同年7月25日、翌年7月の第27回参議院議員通常選挙の宮崎県選挙区公認候補として擁立することが自民党から発表された。
同年9月12日、自民党総裁選挙が告示され、9人が立候補した。石破茂、高市早苗、小泉進次郎の3人が競り合う構図が固まった終盤、かつて自民党参議院幹事長として、また、安倍派の参議院議員グループ「清風会」（約40人）会長として権勢をふるっていた世耕弘成が総裁選の裏側で動き始めた。世耕は裏金問題で離党勧告を受けた4月4日に離党していたが、高市に票をまとめようと、旧安倍派の参議院議員に働きかけた。9月27日総裁選執行。高市は麻生太郎と世耕の力添えで票を上乗せし、1回目の投票で1位となり、決選投票で石破に敗れた。世耕に反発し石破に投じた議員もいたとされる。長峯は1回目の投票、決選投票、いずれも高市に投じた。
2025年（令和7年）5月28日、県内最大の政治団体「宮崎県農民連盟」は第27回参議院議員通常選挙に向けて、3選を目指す長峯の推薦を決めた。7月3日に参院選は公示され、宮崎県選挙区には長峯のほか、立憲民主党新人の山内佳菜子、参政党新人、NHK党新人の計4人が立候補の届出を出した。公明党は、裏金議員の一人であるとして、長峯への推薦を見送った。7月20日投開票。長峯は189,118票獲得するも、山内に4,791票差で敗れ、落選した。参政党公認のトレーニングジム経営者の滋井邦晃は97,756票獲得した。朝日新聞社は同日に実施した出口調査の結果を開票時に発表。1人区で自民党の支持基盤が細ったうえに、保守的な政策を掲げた参政党に無党派層が流れたことが浮き彫りとなった。1人区全体で政党支持率をみると、自民支持率は2022年の前回選挙では49％だったのが、30％に大きく落ち込んだ。無党派層の投票先の内訳をみると、22％が参政党候補、22％が立憲候補、20％が自民候補という結果だった。毎日新聞は「『米は買ったことがない』と発言し更迭された江藤拓前農相の地元で、失言の影響が最後まで響いた」と長峯の敗因を報じた。

## 政策・主張
- 2017年に発足した「防災士議員懇話会」（防災士の資格を有する自公の国会議員有志）の幹事長に就任しており、南海トラフ地震津波観測網（Nネット）を完成させ、官民挙げて防災・減災に取り組むことをあげている[22]。
- 物価高に苦しむ家計や企業を支えるため、価格転嫁と賃上げの好循環を生み出すことのできる経済対策に取り組むことを掲げている[23]。
- 防衛・安全保障をテーマにした討論会において、「重要なのは抑止力。互いの軍事力が均衡している間は紛争は起きないが、一方が非常に優位になり、侵略の誘惑が出てしまう」と主張し、「防衛予算は戦争をするための予算ではなく、起こさないための予算、抑止力としての予算である」ことを述べた[24]。
- 基幹産業である農林水産業が持続可能なものとなるよう、合理的な価格形成を実現し、生産者の所得安定・向上を図ることを掲げている。 米の安定供給と円滑な流通を確保するとともに、農家の皆様が安心して再生産できるよう、5年で2兆5千億円の農業構造転換集中対策を講じることで生産基盤強化、水田政策の見直しに向けた米政策の一層充実を図ることを掲げている[25]。
- 選択的夫婦別姓導入に「どちらかと言えば反対」[26]。
- 憲法9条改正に賛成。「自衛隊の役割や限界を明記すべき」としている[27]。 集団的自衛権の行使容認に賛成[27]。
- 日本の原発について、当面は必要だが将来は廃止すべき[27]。原発の海外輸出には賛成[27]。

## 不祥事

### 政治資金パーティー収入の裏金問題
2023年12月1日、朝日新聞が、自民党5派閥が開いた政治資金パーティーをめぐる問題で、安倍派が、所属議員が販売ノルマを超えて集めた分の収入を裏金として議員側にキックバックする運用を組織的に続けてきた疑いがあるとスクープした。安倍派は2018～2022年に毎年1回パーティーを開き、計6億5884万円の収入を政治資金収支報告書に記載している。一方、収入・支出のいずれにも記載していない裏金の総額は直近5年間で1億円を超えるとされた（のちに5億円に修正）。
同年12月22日、安倍派においては、議員側の「中抜き」を含む3つのパターンで裏金づくりを行っていたことが関係者の証言により明らかとなった。12月25日、安倍派では少なくとも参議院議員選挙があった2019年と2022年に開いたパーティーについて、改選となる参議院議員に販売ノルマを設けず、集めた収入を全額キックバックしていたことが報道により明らかとなった。
2024年1月20日、長峯は宮崎市で記者会見し、2018年 - 2022年の5年間で安倍派のパーティー券の販売ノルマを超えて集めた分116万円を派閥側からキックバックとして受け取っていたことを明らかにした。
同年5月14日、衆議院政治倫理審査会は、裏金事件に関与しながら同審査会で弁明していない自民党議員44人に出席と説明を求める野党の申立てを全会一致で可決した。同月17日、参議院政治倫理審査会も同様に、弁明していない議員29人に出席と説明を求める申立てを全会一致で可決した。長峯を含む関係議員73人は全員出席を拒否し、6月23日に通常国会は閉会した。

## 所属団体・議員連盟
- 自民党たばこ議員連盟[39]
- 神道政治連盟国会議員懇談会[40]
- みんなで靖国神社に参拝する国会議員の会[40]
- 文化芸術懇話会[41]
- 日本の尊厳と国益を護る会

## 支援団体
- 全国たばこ販売政治連盟（組織推薦候補者）[39]
- 神道政治連盟[42]

## 関連書籍
- 市長の夢 19人の青年市長[43]日本ドリームプロジェクト（編）『市長の夢―19人の青年市長×きむ』いろは出版、2010年9月。ISBN 978-4902097344。

## 選挙歴
| 当落 | 選挙                         | 執行日         | 年齢 | 選挙区       | 政党       | 得票数     | 得票率 | 定数 | 得票順位 /候補者数 | 政党内比例順位 /政党当選者数 |
| ---- | ---------------------------- | -------------- | ---- | ------------ | ---------- | ---------- | ------ | ---- | ------------------ | ---------------------------- |
| 当   | 1997年宮崎県議会議員補欠選挙 | 1997年6月      | 27   | 都城市選挙区 | 自由民主党 | ーー票     | ーー   |      | /                  | /                            |
| 当   | 1999年宮崎県議会議員選挙     | 1999年4月11日  | 29   | 都城市選挙区 | 自由民主党 | 8940票     | 14.70% | 5    | 4/7                | /                            |
| 当   | 2003年宮崎県議会議員選挙     | 2003年4月13日  | 33   | 都城市選挙区 | 自由民主党 | 1万1138票  | 18.84% | 5    | 1/7                | /                            |
| 当   | 2004年旧都城市長選挙         | 2004年11月28日 | 35   | ーー         | 無所属     | 3万2261票  | 52.65% | 1    | 1/2                | /                            |
| 当   | 2006年都城市長選挙           | 2006年2月5日   | 36   | ーー         | 無所属     | 6万7535票  | 70.18% | 1    | 1/2                | /                            |
| 当   | 2010年都城市長選挙           | 2010年1月24日  | 40   | ーー         | 無所属     | 6万1194票  | 68.66% | 1    | 1/2                | /                            |
| 当   | 第23回参議院議員通常選挙     | 2013年07月21日 | 43   | 宮崎県選挙区 | 自由民主党 | 31万4599票 | 69.32% | 1    | 1/4                | /                            |
| 当   | 第25回参議院議員通常選挙     | 2019年07月21日 | 49   | 宮崎県選挙区 | 自由民主党 | 24万1492票 | 64.35% | 1    | 1/3                | /                            |
| 落   | 第27回参議院議員通常選挙     | 2025年07月20日 | 55   | 宮崎県選挙区 | 自由民主党 | 18万9118票 | 38.67% | 1    | 2/4                | /                            |